# アンドリー・ザゴロドニュク
アンドリー・パブロヴィチ・ザゴロドニュク (ウクライナ語: Загороднюк Андрій Павлович) は、ウクライナの政治家、実業家。ウクライナ国防大臣等を歴任。

## 経歴
キーウ国立大学で法律を学び、オックスフォード大学を卒業している。
2005年、「Discovery Drilling Equipment」の創設者兼CEOに就任。
2018年6月26日よりウクライナ国防省改革プロジェクト室のメンバーとなった。
2019年7月5日から9月6日まで、ヴォロディミル・ゼレンスキー大統領の顧問を務めた。
2019年7月9日から8月29日まで、ウクロボロンプロム監査委員会の委員を務めた。
2019年8月29日から2020年3月4日までウクライナ国防大臣を務めた。